# Roundwood
Roundwood (iriska: An Tóchar) är en ort i republiken Irland.   Den ligger i grevskapet Wicklow och provinsen Leinster, i den östra delen av landet, 30 km söder om huvudstaden Dublin. Roundwood ligger 262 meter över havet och antalet invånare är 833.
Terrängen runt Roundwood är huvudsakligen kuperad, men den allra närmaste omgivningen är platt. Runt Roundwood är det ganska tätbefolkat, med 93 invånare per kvadratkilometer. Närmaste större samhälle är Kilquade, 10,4 km öster om Roundwood. Trakten runt Roundwood består i huvudsak av gräsmarker.